# 부여보광사지
부여보광사지(扶餘普光寺址)는 대한민국 충청남도 부여군 임천면 가신리, 가신초등학교 보광분교 앞의 계곡을 따라 1.5km쯤 들어간 자리에 있는 보광사의 옛 터이다. 1995년 10월 7일 충청남도의 기념물 제98호로 지정되었다.

## 같이 보기
- 부여 보광사지 대보광선사비 - 보물 제107호, 국립부여박물관 소장